# Raquel Tavares
Raquel Tavares (Lisboa, 11 de janeiro de 1985) é uma fadista, apresentadora de televisão e atriz portuguesa.

## Biografia
Raquel Tavares nasceu em 11 de janeiro de 1985, em Lisboa. Oriunda de uma família com ligação ao panorama musical da canção de Lisboa, Raquel, desde muito cedo frequentava os "cantos e recantos" das tertúlias do fado.
O seu nome ganhou uma notoriedade nacional no fado pela primeira vez em 1997, ano em que, com 12 anos, venceu na Grande Noite do Fado, iniciativa da Casa da Imprensa.
Em 2004, regista-se a estreia no cinema com Raquel a desempenhar um pequeno papel de fadista, no filme de Mário Barroso denominado O Milagre Segundo Salomé.
Ainda antes de de lançar o seu álbum homónimo foi a "atracção nacional" na revista do ano de 2005 "Arre Potter que é demais!", no Parque Mayer, mais concretamente no Teatro Maria Vitória.
O seu álbum Raquel Tavares chegaria ao mercado, em 2006, pela editora Movieplay Portuguesa. Na
produção esteve Jorge Fernando, que também tocou viola. Acompanham ainda a fadista Custódio Castelo na guitarra portuguesa, Diogo Clemente na viola e Filipe Larsen na viola baixo.

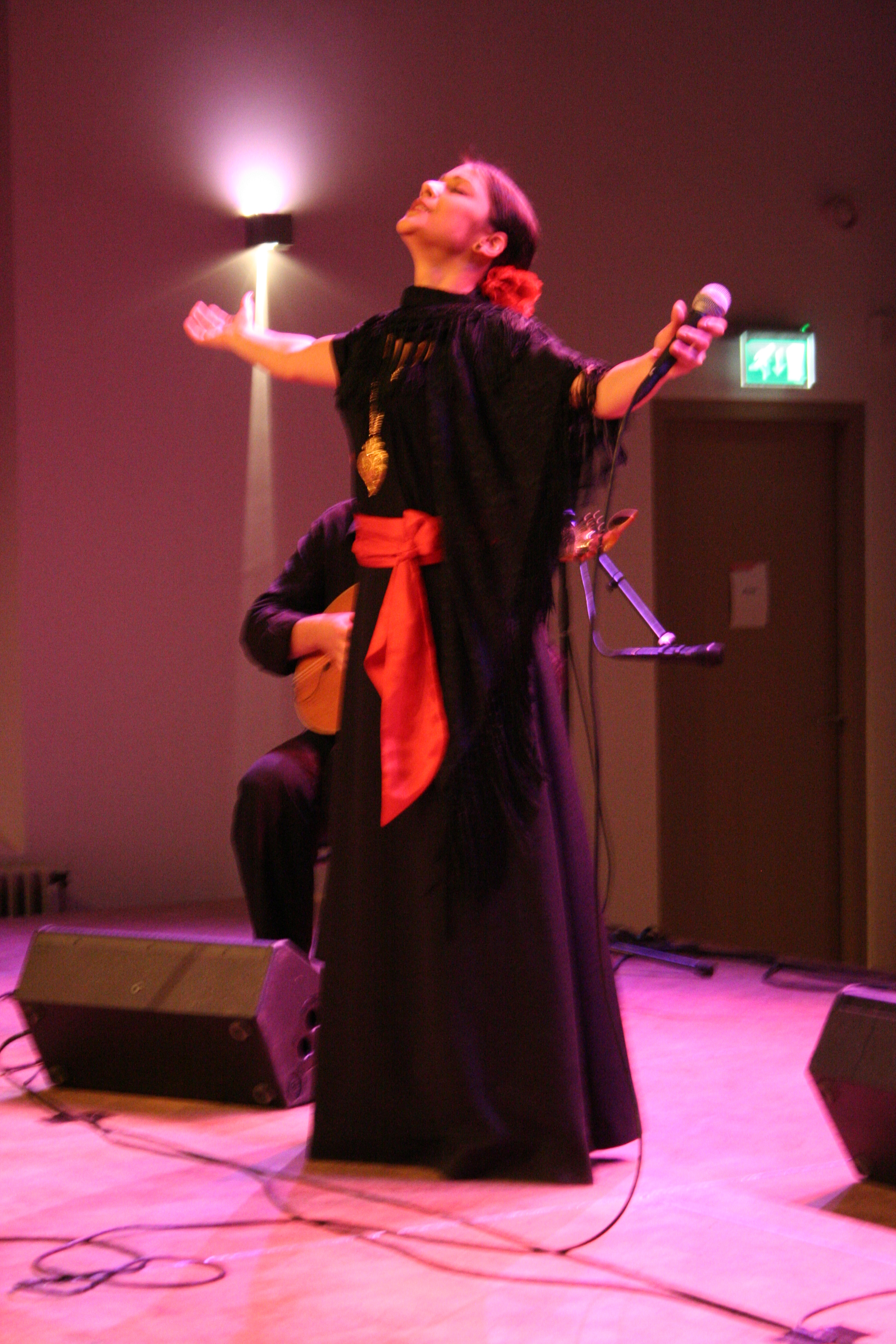
A fadista Raquel Tavares no Muziekcentrum Vredenburg, em Utrecht, na Holanda (2008).

Ainda em 2006 Raquel Tavares recebeu o "Prémio Amália Rodrigues" para "Revelação Feminina", da Fundação Amália Rodrigues. Já em 2007 seria a vez da Casa da Imprensa lhe atribuir o "Prémio Revelação".
Na primavera de 2008, também pela editora discográfica Movieplay, saiu Bairro, o álbum de estúdio seguinte produzido por Diogo Clemente que também toca viola de fado. Este trabalho inclui ainda um DVD com realização de Aurélio Vasques e Ana Rocha de Sousa.
Temas de Raquel Tavares surgem em diversas compilações, como "Manjerico", presente na secção "Hoje" de Fado: Sempre! Ontem, Hoje e Amanhã = Always! Yesterday, Today and Tomorrow, da iPlay, de 2008, ou "Meditando Eu a Vi", tema de 2004 do álbum Fado Sentido de João Pedro que seria incluído em Novo Fado da editora Difference, em 2006.
A fadista foi uma das vozes escolhidas para participar na homenagem a Adriano Correia de Oliveira, no CD e DVD da Movieplay, Adriano, Aqui e Agora: O Tributo, de 2007, interpretando "Cantar Para Um Pastor", com arranjo de Diogo Clemente, tendo ainda participado noutro tributo no mesmo ano, neste caso no documentário de João Pedro Moreira Não me Obriguem a Vir para a Rua Gritar : Tributo a Zeca Afonso, da SubFilmes.

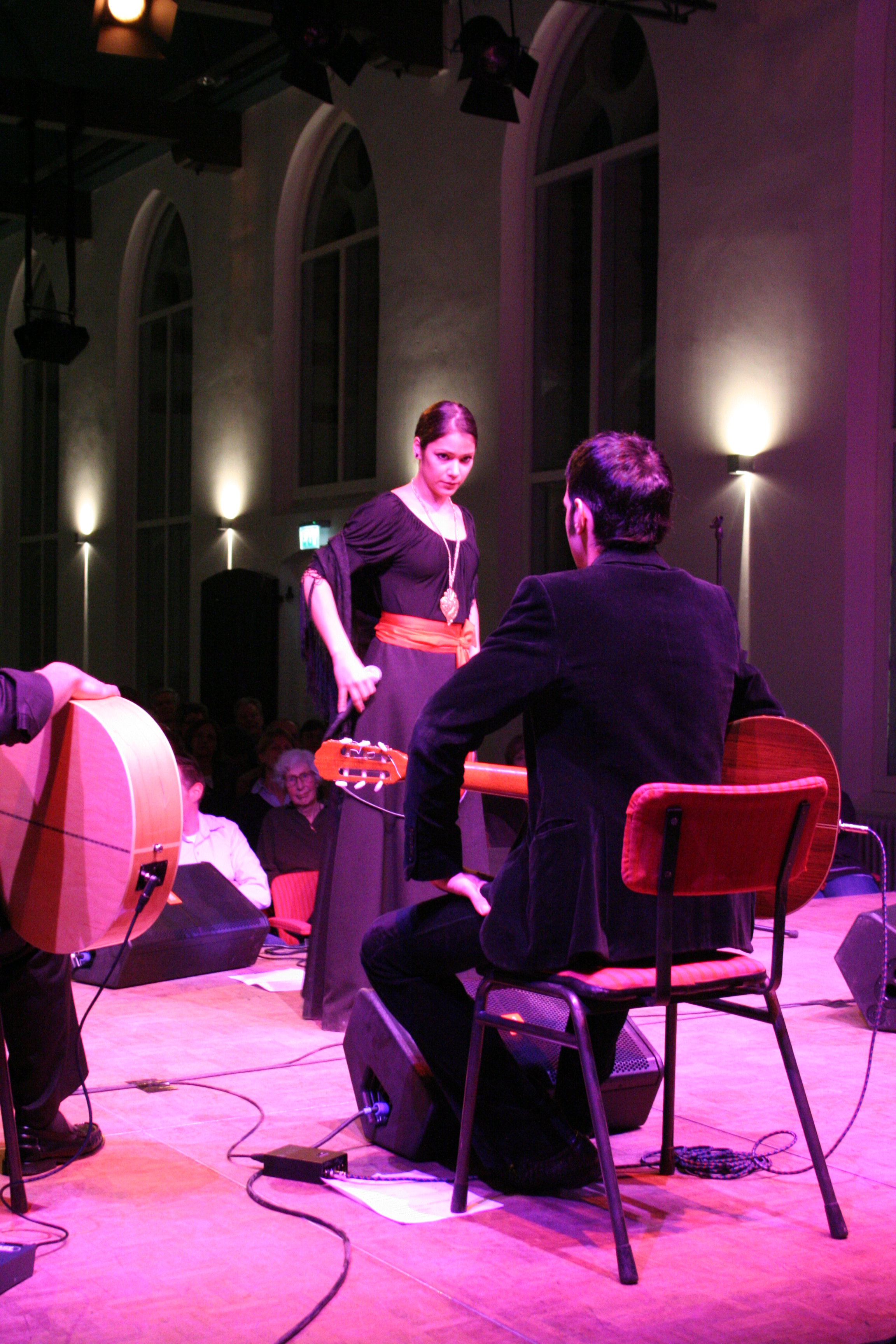
A fadista Raquel Tavares no Muziekcentrum Vredenburg, em Utrecht, na Holanda (2008).

Raquel Tavares passou por várias casas de fados ("Café Luso", "Senhor Vinho", "Arcadas do Faia", "Adega Mesquita", "Adega Machado"), sendo em 2009 uma presença regular na Casa de Linhares "Bacalhau De Molho", onde se podiam também encontrar nomes como Celeste Rodrigues, Maria da Nazaré, Ana Moura, Jorge Fernando, Manuel Bastos, Maria do Carmo ou Vânia Duarte.
Por esta altura, as actuações de Raquel estendem-se além fronteiras, com visitas registadas a vários países e cidades como Paris, Roma, Madrid e até a Santiago do Chile.
Raquel Tavares participou no documentário O Fado da Bia (2012), realizado por Diogo Varela Silva, tendo com figura central a Beatriz da Conceição.
Em 2016 foi lançado Raquel, um álbum que contou com participações especiais de Rui Massena, Carlão, Rui Veloso e de António Serrano.
Assinala a fadista Beatriz da Conceição como uma das suas maiores referências.

### Dança
A dança é algo que também cativa a fadista que participou na terceira edição do programa televisivo Dança Comigo, versão portuguesa de Strictly Comes Dancing, ficando em 2.º lugar mas tomando o lugar europeu que no ano anterior pertencera à apresentadora Sónia Araújo. Na sequência Raquel Tavares e o dançarino profissional João Tiago formaram o par que representou Portugal na segunda edição do Festival Eurovisão da Dança, a 6 de Setembro de 2008, em Glasgow, Escócia, Reino Unido, que contou com a participação de 15 países, tendo ficado na 8.ª posição com 61 pontos.
Raquel Tavares voltaria a mostrar os seus dotes de dançarina na televisão em 2013, desta vez no programa Dança com as Estrelas na TVI.

### Pausa da carreira
A 9 de janeiro de 2020 anunciou, n' O Programa da Cristina na SIC, a decisão de fazer uma pausa na carreira por já não se sentir bem a cantar, alegando a vontade de abraçar projetos que envolvessem a televisão.

### Televisão
Em 2020, após ter anunciado uma pausa no fado e com a saída de Maria Botelho Moniz da SIC para a TVI,é convidada por Daniel Oliveira (diretor de programas da SIC) para ser repórter de exteriores de "Olhó Baião!". No mesmo ano integra o elenco da série "Golpe de Sorte", no papel de Liliana Barroso e apresenta até 2023 o programa das tardes da SIC "Domingão".  Entre 2021 e 2022 apresentou as manhãs de domingo do canal, em "Olhá SIC", ao lado de Débora Monteiro e João Paulo Sousa.
Em 2022 entra na novela "Por Ti", na pele de Dulce Esperança.

### Regresso aos palcos
Em 2023 a fadista anunciou o regresso ao  fado e aos palcos.

## Discografia

### Álbuns de estúdio
- 1999 - Porque Canto Fado (Metro-Som)
- 2006 - Raquel Tavares (Movieplay Portuguesa)[5][6]
- 2008 - Bairro (Movieplay)[8]
- 2016 - Raquel (Sony Music)[19] (PORː n.º 5[33])
- 2017 - Roberto Carlos por Raquel Tavares (homenagem ao cantor Roberto Carlos) (PORː n.º 1[34])

### Outros

#### Participações
- 2004 - Fado Sentido, de João Pedro (Movieplay) no tema "Meditando eu a vi"[10][11]
- 2007 - Música Para Ser Humano, dos Donna Maria (EMI) no tema "Anti-Repressivos"[35]

#### Compilações
- 2006 - Novo Fado (Difference) Tema: "Meditando Eu A Vi"[12]
- 2007 - Atlantic Waves 2007 Festival Sampler (Calouste Gulbenkian Foundation) Tema: "Fado Raquel"
- 2007 - Adriano, Aqui e Agora: O Tributo (Movieplay) Tema: "Cantar Para Um Pastor"[13]
- 2008 - Fado: Sempre! Ontem, Hoje e Amanhã = Always! Yesterday, Today and Tomorrow (iPlay) Tema: "Manjerico"[9]

#### Colaborações em singles de outros artistas
- 2018 - Valas com Raquel Tavares - "Estradas no Céu"

## Filmografia

### Televisão
| Ano         | Projeto                            | Papel                    | Notas                                                                   | Canal |
| ----------- | ---------------------------------- | ------------------------ | ----------------------------------------------------------------------- | ----- |
| 2003        | Amanhecer                          | Prostituta               | Elenco Adicional                                                        | TVI   |
| 2007        | Dança Comigo                       | Ela Própria              | Concorrente                                                             | RTP1  |
| 2013        | Dança com as Estrelas (1.ª edição) | Ela Própria              | Concorrente                                                             | TVI   |
| 2014        | The Voice Kids (1.ª edição)        | Ela Própria              | Mentora                                                                 | RTP1  |
| 2019        | Alô Portugal                       | Ela Própria              | Apresentadora ao lado de Ana Marques, em substituição de José Figueiras | SIC   |
| 2020        | A Máscara                          | Pavão                    | Concorrente                                                             | SIC   |
| 2020        | Patrulha da Noite                  | Vários Papéis            | Protagonista                                                            | RTP1  |
| 2020        | Olhó Baião!                        | Ela Própria              | Repórter/ Apresentadora                                                 | SIC   |
| 2020 - 2022 | Domingão                           | Ela Própria              | Apresentadora                                                           | SIC   |
| 2023        | Domingão                           | Ela Própria              | Apresentadora esporádica                                                | SIC   |
| 2020 - 2021 | Golpe de Sorte                     | Liliana Barroso          | Elenco Principal                                                        | SIC   |
| 2021 - 2022 | Olhá SIC                           | Ela Própria              | Apresentadora                                                           | SIC   |
| 2021        | Patrões Fora                       | Vanda «Vandinha» Carioca | Elenco Adicional                                                        | SIC   |
| 2021        | Olhó Natal                         | Ela Própria              | Apresentadora, ao lado de Débora Monteiro e João Paulo Sousa            | SIC   |
| 2022 - 2023 | Por Ti                             | Dulce Esperança          | Elenco Principal                                                        | SIC   |